# 山田参助
山田 参助（やまだ さんすけ、1972年 - ）は、日本の漫画家、イラストレーター、ボーカリスト。ゲイ雑誌や一般誌で活動している。『コミックビーム』にて『あれよ星屑』、『コミック乱』にて『ニッポン夜枕ばなし』を連載。

## 来歴
大阪芸術大学卒業（現在の美術学科彫刻コース）。
大学在籍中に投稿誌であるゲイ雑誌『さぶ』への投稿が編集者の目に留まり、直ぐに連載を打診され、1994年にデビューする。『さぶ』やゲイ雑誌『SAMSON』では連載コラムや短編漫画作品、官能小説の挿絵などを担当し、2005年度にはSAMSONの表紙を手がけた。
活動はゲイ雑誌だけに留まらず、自主映画に俳優として参加や吉本興業の劇場イベントなどのチラシイラストを担当、かつて『さぶ』にコラムを掲載していた漫画家・西原理恵子の単行本へのゲストや、山本直樹が監修する雑誌『マンガ・エロティクス』での掲載といった漫画作品に加え、ゲイ雑誌ではない一般成人誌『プレイタウン情報』（オデッセウス出版）での風俗レポート（女性の風俗嬢相手）作品の掲載や、他名義にて児童向け図書である『こぶとり爺さん』などの作画も行うなど、多才な姿を見せている。
同人誌での活動も行っており、描き下ろし作品以外にも過去の雑誌掲載作品を発行することもある。『さぶ』に連載されていた『若さでムンムン』という作品は同人誌として発行されたが、その後『クイック・ジャパン』なども発刊する太田出版から過激な内容ながらも成人向け表示を行わず全年齢向けの単行本として刊行された。
絵のタッチを掲載誌や作品により変えることがあり、時には線の細いタッチで可愛らしい風俗嬢や美女を描き、時にはコミカルなタッチのキャラを描くこともあるが、真骨頂はアクが強く緻密なタッチで描かれる男性で、濃い男臭さとどこか和風の雰囲気を漂わせる。
2010年、山田参助が笹山鳩名義で活動している武村篤彦との歌謡曲デュオ、泊がPヴァインレコードよりCDデビューを果たした。2016年現在は、泊、恥御殿バンドのメンバーとして活動中。
2020年6月29日発行の『日刊ゲンダイ』より『やる気まんまん』の新シリーズである『新やる気まんまん オット！どっこい』の連載開始。
2022年2月21日から3月13日まで個展「山田参助博覧会」を東京都のヴァニラ画廊にて開催する予定。

## 漫画作品

### 単行本
- 若さでムンムン（2004年、太田出版）
- 山田参助の無駄な抵抗やめましょう（2007年、オークラ出版）
- ラムネイッキ（2008年、古川書房）
- あれよ星屑（2014年 - 2018年、KADOKAWAエンターブレイン）
- ニッポン夜枕ばなし（2018年 - 2022、リイド社）
- 新やる気まんまん オット！どっこい（2021年 - 、リイド社）

### 雑誌連載
- どないするねん（1994年12月 - 1998年3月、『さぶ』、サン出版）
- 山田参助の突貫風俗ルポ（1999年9月 - 2008年4月、『プレイタウン情報』、オデッセウス出版）
- 獄中通信（2006年 - 2007年、辻幸雄原作、『あなたの知らない刑務所世界』、コアマガジン）
- 平成色事浮世絵草子 好色三人男（2008年6月 - 2008年11月、『ズバ王』、ジーオーティー）
- ぴちぴち症候群（シンドローム）（2008年12月 - 2009年11月、『ズバ王』、ジーオーティー）
- 俺んちのめし（2011年、『エキサイティングマックス!Special』、ぶんか社）
- 親父衆（2011年10月 - 2014年11月、『ジャンプ改』、集英社）第十九会、第二十三会、第三十三会
- ニッポン夜枕ばなし（2014年6月 - 、『コミック乱』、リイド社）

### 読み切り
- チョンガズム（1999年3月、「さぶ」、サン出版）
- 終末のタンゴ（1999年8月、「さぶ」、サン出版）
- ペッパーランチ監禁レイプ事件（2007年、鶴岡直輝原作、「超有名事件裁判傍聴ファイル完全版」、コアマガジン）
- ポケットにマッチ（2011年、「花丸漫画」、白泉社）
- 飆風（2015年10月、「マンガアンソロジー谷崎万華鏡」、中央公論新社）[4]

### イラスト
- 読む牛丼―本書は食べられません（2004年、寿ファミリーハウス著、ノースランド出版）イラスト
- SAMSON（2005年度、海鳴館）表紙イラスト
- 大増補版 まぼろし小学校 ものへん（2006年、串間努著、ちくま文庫、筑摩書房）表紙イラスト
- 大増補版 まぼろし小学校 ことへん（2006年、串間努著、ちくま文庫、筑摩書房）表紙イラスト
- 女たちのやさしさ 田中克彦対話集（2006年、田中克彦著、河出書房新社）イラスト
- 別冊ベストカー 海自マニア（2006年、講談社ビーシー）イラスト
- テレビ放送事故&ハプニング 笑えるけど超ヤバい!（2007年、マイケル宮内、廣済堂）本文イラスト
- 新編かぶりつき人生（2007年、田中小実昌著、河出文庫、河出書房新社）表紙イラスト
- maido!DOMO!首都圏版（2007年3月第4週分、アルバイトタイムス発行）表紙イラスト
- DIME (雑誌)（2007年、小学館）4月号カットイラスト、7月号SNS特集イラスト
- らき☆すた 〜陵桜学園 桜藤祭〜（2008年1月24日、PS2、角川書店）作中トレーディングカードイラスト
- テレビ封印ネタ&放送トラブル（2008年、マイケル宮内・監修 / 照巻五郎・編、廣済堂）本文イラスト
- 凹凸（2008年、鈴木博文、メトロトロン・レコード）ジャケット・挿画イラスト
- IN★POCKET（2009年8月号、講談社）重松清と酒井順子の対談カット
- アックス68号（2009年、青林工藝舎）AX meets COMITIA企画イラスト1P
- コマ送り 動くポーズ集〈6〉体系別編（2009年、マール社）イラスト制作工程・イラスト
- ミクロ/ハイウェイ トレモロ ドライビング（2010年、人間ロケット）ジャケットイラスト
- 弾き語り四人衆〜朧月夜編〜大音源Live（2010年、武川雅寛、白井良明、鈴木博文、和嶋慎治、メトロトロン・レコード）ジャケットイラスト
- 平成ろくでなしブルース（2010年 - 2012年、サイゾーウーマン、株式会社サイゾー）コラムイラスト
- IN★POCKET（2010年10月号、講談社）浅田次郎「中原の虹」文庫化記念特集内登場人物デザインイラスト
- 民警（2015年5/5・12合併号 - 12/8号、猪瀬直樹著、週刊SPA!、扶桑社）挿絵イラスト
- 漫画家の自画像（2021年、南信長著、左右社）装画[5]

### ゲスト･寄稿
- もっと煮え煮えアジアパー伝（2003年、鴨志田穣・西原理恵子共著、講談社）ゲスト
- できるかなV3（2003年、西原理恵子、扶桑社）ゲスト、イラスト
- Prints21No.83（2007年夏号、プリンツ21発行）田中小実昌と開高健について小文
- できるかなV3（角川文庫版）（2008年、西原理恵子、角川文庫）解説まんが「サイバラさん」
- NOW-中村佑介画集（2014年、中村佑介、飛鳥新社）コメント

## 音楽作品

### アルバム
- 2010:「唄声の港」 Pヴァイン (泊名義)
- 2014:「霽月小曲集（せいげつしょうきょくしゅう）」 ぐらもくらぶ (泊名義)
- 2021 山田参助とG.C.R.管絃楽団『大土蔵録音2020』ぐらもくらぶ
- 2022 山田参助とG.C.R.管絃楽団『大土蔵録音2021』ぐらもくらぶ

### シングル
- 2014:「泊の山の歌」 高円寺円盤による復刻 (泊名義)

### 自主制作DVD
- 2008:「花咲く港〜風景とうたごえ〜」 (泊名義)
- 2013:「みずぶね」 (泊名義)

### 参加作品
- 2015:VIDEOTAPEMUSIC「世界各国の夜」 カクバリズム
3. Hong Kong Night View feat.山田参助（泊）